# Divino de São Lourenço
Divino de São Lourenço é um município do estado do Espírito Santo, no Brasil.

## História
Habitada inicialmente por índios puris, a região foi ocupada no século XIX por desbravadores vindos da Província de Minas Gerais, que implantaram a cultura do café na região. Inicialmente, a mão de obra utilizada foi a escrava. Com a abolição da escravatura em 1888, a mão de obra passou a ser constituída por trabalhadores europeus e asiáticos, principalmente italianos.
O nome inicial da vila, formada por doação de terras de João Vicente Soares para a Igreja Católica, era Imbuí, termo de origem tupi antiga que significa "rio das cobras" ou "rio dos imbus". A vila, junto com Ibitirama, Ibatiba, Iúna e Irupi, formava as cinco localidades começando com "i" da região. O nome é uma junção de "Divino Espírito Santo" (expressão que constava na escritura das terras que formaram a cidade) e "São Lourenço", o padroeiro da cidade. Em 5 de junho de 1964, Divino de São Lourenço foi desmembrado de Guaçuí, ficando criado o município.

## Geografia
Está situado a 690 metros de altitude, e tem a maior reserva de mata atlântica dentre os municípios que formam a região do Caparaó. É cercado por inúmeras cachoeiras de águas límpidas e cristalinas.

## Economia
Tem, como atividade econômica principal, a agropecuária, baseada na exploração de leite e café. E está se iniciando a fruticultura no município.

## Turismo
É conhecida na região como Cidade Natureza. A cidade atrai Fiéis Católicos do estado inteiro com seus encontros, e no município, se localizam as maiores reservas de Mata Atlântica primária de toda a Serra do Caparaó, e várias cachoeiras de águas cristalinas, dentre elas a do Granito, a Cachoeira Alta e a das Andorinhas, localizadas a 11 km da sede, no distrito de Patrimônio da Penha. 
Localiza-se a 23 km do acesso ao Pico da Bandeira, situado em Pedra Menina, distrito de Dores do Rio Preto, uma cidade vizinha, que, como Divino de São Lourenço, é hospitaleira, com a simplicidade da população conquistando os visitantes. Divino de São Lourenço é pouco conhecida dos capixabas. É um lugar calmo, com muita natureza e ar puro.